# Provespa nocturna
Provespa nocturna är en getingart som beskrevs av Vecht 1935. Provespa nocturna ingår i släktet Provespa och familjen getingar. Inga underarter finns listade i Catalogue of Life.